# Shy’m
Shy’m właśc. Tamara Marthe (ur. 28 listopada 1985 w Trappes) – francuska piosenkarka. Jej pseudonim artystyczny to połączenie słowa Shy (z ang. nieśmiała) i litery M, pierwszej litery Martyniki, skąd pochodzi Shy’m.

## Życiorys
Karierę zaczynała od współpracy z K-Maro, z którym nagrała piosenki „Histories De Luv” oraz „Nice & Slow” na jego album pt. Million Dollar Boy. Następnie wydała solowy singiel „Femme de couleur”, a w październiku 2006 album pt. Mes fantaisies, który rozszedł się w nakładzie ponad 380 tys. egzemplarzy we Francji, za co piosenkarka otrzymała certyfikat platynowej płyty. W 2007 uczestniczyła w programie Fort Boyard. W 2008 wydała album pt. Reflets, który rozszedł się w nakładzie 120 tys. egzemplarzy we Francji, za co uzyskała status złotej płyty. Na trzecim krążku pt. Prendre l’air umieściła bardziej elektroniczny album. W 2011 zwyciężyła w drugiej edycji programu Danse avec les stars w parze z Maxime Dereymezem, a pod koniec roku wyruszyła w trasę po Francji „Shimmy Tour 2011-2012”. W styczniu 2012 odebrała nagrodę NRJ Music Awards 2012 dla najlepszej artystki francuskiej.

## Nagrody i wyróżnienia
| Rok  | Kategoria                     | Nagroda          | Uwagi     |
| ---- | ----------------------------- | ---------------- | --------- |
| 2007 | Najlepsza artystka R’n’B roku | Hip hop Awards   | Wygrana   |
| 2008 | Najlepsza francuska artystka  | NRJ Music Awards | Nominacja |
| 2009 | Najlepsza francuska artystka  | NRJ Music Awards | Nominacja |
| 2010 | Najlepsza francuska artystka  | NRJ Music Awards | Nominacja |
| 2011 | Najlepsza francuska artystka  | NRJ Music Awards | Nominacja |
| 2012 | Najlepsza francuska artystka  | NRJ Music Awards | Wygrana   |

## Dyskografia

### Albumy
| Rok  | Tytuł                                                        | Pozycja na liście | Pozycja na liście | Certyfikat             |
| Rok  | Tytuł                                                        | FRA               | CHE               | Certyfikat             |
| ---- | ------------------------------------------------------------ | ----------------- | ----------------- | ---------------------- |
| 2006 | Mes fantaisies - Data: 6 listopada 2006 - Wydawca: Up/Warner | 6                 | 49                | - FRA: platynowa płyta |
| 2008 | Reflets - Data: 2008 - Wydawca: Up/Warner                    | 4                 | 55                | - FRA: złota płyta     |
| 2010 | Prendre l’air - Data: sierpień 2010 - Wydawca: Warner        | 6                 | 78                | - FRA: platynowa płyta |
| 2012 | Caméléon - Data: 25 czerwca 2012 - Wydawca: Warner           | 1                 | 26                | - FRA: platynowa płyta |

### Single
| 2006                           | Femme de couleur | 5  | 5  |
| 2006                           | Victorie         | 4  | 1  |
| 2007                           | T'es parti       | –  | –  |
| 2007                           | Oublie-moi       | 14 | –  |
| 2008                           | La première fois | 2  | –  |
| 2008                           | Si tu savais     | 2  | 4  |
| 2009                           | Step Back        | –  | –  |
| 2010                           | Je sais          | –  | 68 |
| 2010                           | Je suis moi      | –  | –  |
| 2011                           | Tourne           | 35 | –  |
| 2011                           | En apesanteur    | 40 | –  |
| „—” pozycja nie była notowana. |                  |    |    |

## Teledyski
- 2005 – Histoires de luv' (K-Maro feat. Shy’m)
- 2006 – Femme de couleur
- 2006 – Victoire
- 2007 – T'es parti
- 2007 – Oublie-moi
- 2008 – La Première Fois
- 2008 – Si tu savais
- 2009 – Step Back (feat Odessa Thornhill)
- 2010 – Je sais
- 2010 - Je suis moi
- 2011 – Prendre l’air
- 2011 – Tourne
- 2011 – En apesanteur
- 2012 – Et alors